# US Città di Pontedera
Unione Sportiva Città di Pontedera, zkráceně jen Pontedera je italský fotbalový klub hrající v sezóně 2024/25 ve 3. italské fotbalové lize sídlící ve městě Pontedera v regionu Toskánsko.
Klub byl založen v roce 1912 jako Unione Sportiva Pontedera díky spojení dvou klubů SS Vigor s SS Giosue Carducci. Až do roku 1932 hráli regionální soutěž. Až v sezoně 1931/32 byli pozváni do třetí ligy. Většinou ve své klubové historie hráli ve čtvrté lize. V sezoně 1985/86 v klubu začínal trenérskou kariéru, pozdější mistr světa Marcello Lippi.
Nejlepší umístění ve třetí lize bylo 2. místo v sezonách 1940/41 a 1942/43.

## Změny názvu klubu
- 1912/13 – 2009/10 – US Pontedera (Unione Sportiva Pontedera)
- 2010/11 – 2011/12 – US Città di Pontedera SSD (Unione Sportiva Città di Pontedera Società Sportiva Dilettantistica)
- 2012/13 – US Città di Pontedera (Unione Sportiva Città di Pontedera)

## Získané trofeje

### Vyhrané domácí soutěže
- 4. italská liga ( 2x )

1949/50, 1966/67

## Účast v ligách
| Úroveň soutěže | Název soutěže (nynější název) | První hraná sezona | Poslední hraná sezona | celkem odehraných sezon |
| -------------- | ----------------------------- | ------------------ | --------------------- | ----------------------- |
| 3              | Serie C                       | 1932/33            | 2024/25               | 30                      |
| 4              | Serie D                       | 1948/49            | 2012/13               | 44                      |
| 5              | Eccellenza                    | 1978/79            | 2011/12               | 10                      |

## Fotbalisté

### Známí hráči v klubu
- Giulio Drago – (1995–1999) reprezentant  medailista z ME U21 1984.